# Tupale
Tupale (izvirno srbsko Тупале) je naselje v Srbiji, ki upravno spada pod Občino Medveđa; slednja pa je del Jablaniškega upravnega okraja.

## Demografija
V naselju živi 478 polnoletnih prebivalcev, pri čemer je njihova povprečna starost 32,3 let (32,4 pri moških in 32,2 pri ženskah). Naselje ima 152 gospodinjstev, pri čemer je povprečno število članov na gospodinjstvo 4,77.
To naselje je, glede na rezultate popisa iz leta 2002, večinoma albansko, a v času zadnjih treh popisov je opazno zmanjšanje števila prebivalcev.
|  |

| Demografija | Demografija     | Demografija     |
| Leto        | Št. prebivalcev | Št. prebivalcev |
| ----------- | --------------- | --------------- |
|             |                 |                 |
|             |                 |                 |
|             |                 |                 |
|             |                 |                 |
| 1948        | 993             |                 |
| 1953        | 1118            |                 |
| 1961        | 1145            |                 |
| 1971        | 1125            |                 |
| 1981        | 1193            |                 |
| 1991        | 943             | 866             |
| 2002        | 850             | 725             |
|             |                 |                 |

| Etnična sestava po popisu iz leta 2002 | Etnična sestava po popisu iz leta 2002 | Etnična sestava po popisu iz leta 2002 | Etnična sestava po popisu iz leta 2002 | Etnična sestava po popisu iz leta 2002 |
| -------------------------------------- | -------------------------------------- | -------------------------------------- | -------------------------------------- | -------------------------------------- |
| Albanci                                | Albanci                                |                                        | 723                                    | 99,72%                                 |
| Neznano                                | Neznano                                |                                        | 2                                      | 0,27%                                  |